# Denice Klarskov
Christina Denice Klarskov Malmros (født 18. april 1986 i Rødovre) er en dansk pornoskuespiller og iværksætter bedst kendt som Denice Klarskov eller under kunstnernavnet Denice K.

## Virksomhed
Hun er grundlægger/ejer af, DK Production et dansk porno-produktionsselskab, samt grundlægger og ejer af webcamsitet DK Webcam.

## Promovering
Hun var i en uge i 2011 gæstevært på radioshowet, Anne og de herreløse hunde – nu uden Anne på ANR (Aalborg Nærradio).

## Filmografi
- Virgin Surgeon 3 (2004), Zero Tolerance Entertainment
- Young Harlots: The Academy (2006), Harmony Films
- Sex Is a Deadly Game (2007), Zentropa
- My Wife's Best Friend, (2007), VIVID Entertainment instrueret af Paul Thomas
- 5 Blondes, (2007), VIVID Entertainment
- North Pole #55, (2007), Peter North
- Briana Extreme, (2009), VIVID Entertainment
- Crazy for Pussy 3, (2011), Silver Sinema

## Priser
- XRCO Award 2008-nomineret – Unsung Siren[10]
- AVN Award 2010-nomineret – Best Group Sex Scene – Ben Dover's Busty Babes[11]